# Prvenstva Hrvatske u softbolu
Popis prvenstava Hrvatske u softbolu i osvajača naslova prvaka.
1992.:

1993.:

1994.:

1995.:

1996.:

1997.:

1998.:

1999.:

2000.:

2001.:

2002.:

2003.:

2004.: Novi Zagreb Giants 

2005.: Zagreb Giants

2006.: Zagreb Giants